# 托马斯·鲍德勒
托马斯·鲍德勒 LRCP FRS（英語：Thomas Bowdler，/ˈbaʊdlər/，1754年7月11日—1825年2月24日）是一名凭借出版《家庭版莎士比亚集》，即删节版的莎士比亚集的工作而闻名的英国内科医生。这部由其妹亨利塔·玛丽亚·鲍德勒协助编辑的作品，旨在提供一个较原版更为适合十九世纪的妇女儿童阅读的莎士比亚集的版本。
相关的动词鲍德勒化（bowdlerise或bowdlerize）将他的名字与针对不适宜于儿童的文学、动画和电视节目的审查制度联系到了一起。
鲍德勒还出版了其他几部作品，其中一些可以反映他对欧洲大陆的志趣和见识。鲍德勒的最后一部作品是历史学家爱德华·吉本的罗马帝国衰亡史的删节版本，这部作品在他的侄子兼传记作者小托马斯·鲍德勒照管下于他死后的1826年出版。

## 生平
托马斯·鲍德勒出生于巴斯附近的波克斯村，是富裕的银行家托马斯·鲍德勒六个孩子中最小的儿子。银行家的妻子伊丽莎白是约翰·科顿爵士——第六世科宁男爵的女儿。鲍德勒在圣安德鲁斯大学和爱丁堡大学学医，并于1776年毕业并获得学位。他在接下来的四年中畅游欧洲大陆，游历德国、匈牙利、意大利、西西里和葡萄牙。1781年，在葡萄牙首都里斯本，他从一位患有致命疾病的友人那里感染了流感——他拖着病体回到英格兰，之后对自己的职业产生了强烈的反感。1781年，他获选为皇家学会会员(FRS)与伦敦皇家内科医学院成员（LRCP），不过他再没有继续从事医学实践，而是致力于监狱改革的事业。鲍德勒是一名高超的的国际象棋手，并与当时最强棋手弗朗索瓦-安德烈·丹尼根·菲利多尔有过八盘有棋局，被记录了下来。弗朗索瓦-安德烈·丹尼根·菲利多尔对于自己的水平极为自信，其在下棋时接受了限制条件。鲍德勒赢了两盘，输了三盘并和了三盘。

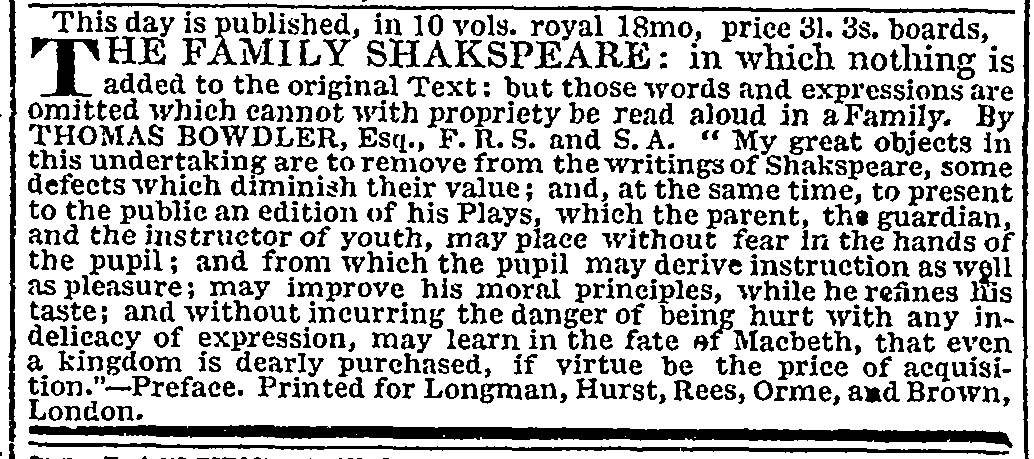
1819年版家庭版莎士比亚集的广告

鲍德勒首部出版的作品是作为荷兰爱国者运动目击者而于1788年出版的《1787年九月与十月荷兰通信集》。1880年，鲍德勒在圣博尼法斯的怀特岛置办了房产，在那里住了十年。在1806年的九月份，他52岁那年娶了伊丽莎白——一名海军军官的遗孀。婚姻是不愉快的，在数年后他们分开了，没有孩子。在离婚后，鲍德勒一家人再也没有提到过结婚之类的。鲍德勒的传记作者，也就是他的侄子小托马斯·鲍德勒也没有提到鲍德勒有再婚。
1807年，鲍德勒的《家庭版莎士比亚集》以四小卷的形式出版。从1811年直至他死亡的1825年，他都居住在鲁丁豪斯，在那里，他可以鸟瞰斯旺西，远望他曾广泛游历的欧洲大陆。1815年，他在《观察——前往法国——健康，经济与儿童教育》中提出英国病人不应前往法国进行温泉水疗，而应去马耳他。1818年，鲍德勒出了一版增补版的《家庭版莎士比亚集》，获得了值得一提的成功。1827年它出到了第五版。在他最后的年岁中，他在准备出版历史学家爱德华·吉本的作品的删节版本（这部作品在他死后的1826年面世）。他的妹妹简·鲍德勒是一位诗人兼散文家，另一个妹妹亨利塔·玛丽亚·鲍德勒与鲍德勒合作出版了他那删节版的莎士比亚集。
鲍德勒以七十之寿在斯旺西的奥伊斯特茅斯逝世，并在那里被埋葬。他捐赠了遗款来周济斯旺西和波克斯的穷人。他那巨大的私人书库捐赠给了威尔士大学兰贝特分校，其中是他的同名先祖完整的作品。1825年，他的侄子，也就是小托马斯·鲍德勒，发表了《约翰·鲍德勒先生晚年回忆录——另附托马斯·鲍德勒先生，家庭版莎士比亚集编者晚年的一些记录》。

## 家庭版莎士比亚集
在鲍德勒小的时候，他父亲经常朗读莎士比亚的作品来充实一家人的生活。后来，鲍德勒发现父亲自行隐去了不适合妇孺的内容。鲍德勒感到，发布一个不需要一名父亲自己来判断是否适合全家的删节版本的莎士比亚是有意义的。
1807年，首版家庭版莎士比亚集出版，四卷十二开本，共二十四部戏剧，1818年再版了。每部戏剧都在导言中指出了鲍德勒作注和更改的地方。据他侄子的《回忆录》，首版是由鲍德勒的妹妹亨利塔准备的，但两版都印着托马斯·鲍德勒的名字，可能是考虑到公众不能接受一位女子可以领会莎士比亚精妙传神的原文的缘故。1850年，它出版了第十一版。由《回忆录》传叙的那个老人使用的莎士比亚的名字的拼写“Shakspeare”，在1847年及之后的版本中都改用了“Shakespeare”的拼写，好反映反映莎士比亚标准拼写的变化。
鲍德勒家族不是第一次搞这样的工程。不过，尽管被某些人当作是反面教材，他们的版本对于女性和年轻受众更具可接受性。诗人阿尔杰农·查尔斯·斯威本 说，"再不会有那么多喋喋不休的恶心与愚蠢嘲弄回忆，要么就去贬低鲍德勒的功绩吧。在把莎士比亚放入那具有智力与想象力的儿童的手的人中，没有人再做出比他对莎士比亚的处理更得当的事了。鲍德勒不去增加莎士比亚的文本的承诺被与较早期编者与表演者的工作相对比。由桂冠诗人内恩·泰特改写的悲剧《李尔王》有一个幸福的结局。1807年，查尔斯·兰姆和玛丽·兰姆为儿童而发表的《莎士比亚戏剧故事集》从莎士比亚的二十余部戏剧中选编而出，很少使用原本内容。

### 更改
鲍德勒版中变动的一些例子：
- 在《哈姆雷特》中，奥菲利娅之死被提作意外溺毙，略去了要她自杀的提议。
- 一些杰出的现代人士，如纽约时报的角谷美智子以及威廉·萨菲尔指控鲍德勒在《麦克白》中，麦克白夫人的著名的哭诉“滚吧，这该死的血迹！”（ "Out, damned spot!" ）被改成了“滚吧，这猩红的血迹！”（"Out, crimson spot!"）但这并不是鲍德勒做的，而是托马斯·布尔芬奇和史蒂芬·布尔芬奇在他们1865版的莎士比亚作品集中改的。
- “神！”（"God!"）的感叹被替换为了“天哪!”（"Heavens!"）
- 在《亨利四世，第二部（英语：Henry IV, Part 2）》中，妓女多尔·提尔西特被完全略去；名声稍好些的奎克雷夫人被保留。

### 出版信息
- 《家庭版莎士比亚集，第一卷，喜剧》 ISBN 0-923891-95-1
- 《家庭版莎士比亚集，第二卷，悲剧》 ISBN 0-923891-98-6
- 《家庭版莎士比亚集，第三卷，历史》 ISBN 0-923891-99-4
- 《家庭版莎士比亚集，没有增添原文，但略去了不适宜在家庭中正经地大声朗读的字词与表述的由托马斯·鲍德勒编辑的十卷本》，经过重校的1820年版本的2009年影印版，尤里卡出版社 ISBN 978-4-902454-16-1

## 注记
1. ↑  American/British spelling differences: "-ize" is preferred in American English, whereas "-ise" is the form used elsewhere.
2. ↑  .   [2017-12-31]. （原始内容存档于2016-01-29）.
3. ↑  Bowdler, p. 18
4. ↑  "The Gentleman's Magazine, Vol. 202" （页面存档备份，存于） pg. 241
5. ↑  Poynter, F. N. L. "Thomas Bowdler", （页面存档备份，存于） The British Medical Journal, Vol. 2, No. 4879, 10 July 1954, pp. 97–98
6. ↑  Lee, Sidney. "Bowdler, Thomas (1754–1825), editor of the 'Family Shakespeare'",Dictionary of National Biography, 1885, ODNB archive. Retrieved 17 December 2011.  （页面存档备份，存于）
7. ↑  Philidor was usually blindfolded and playing multiple opponents simultaneously, and sometimes started without one pawn.  The first recorded game to feature a double rook sacrifice was played between Bowdler (white) and H. Conway at London in 1788.  See "Dr. Thomas Bowdler vs Henry Seymour Conway" （页面存档备份，存于）, Chessgames.com. Retrieved 16 December 2011
8. ↑  Loughlin-Chow, M. Clare, "Bowdler, Thomas (1754–1825)", （页面存档备份，存于） Oxford Dictionary of National Biography, Oxford University Press, 2004; online edition, January 2011. Retrieved 17 December 2011.
9. ↑  Classified Advertisements, The Observer, 10 June 1827, p. 1
10. ↑  Bowdler, p. 329
11. ↑  Brown, Arthur. . Allardyce Nicoll  (编).  18. Cambridge: Cambridge University Press. 1965: 18. ISBN 0-521-52354-0.
12. ↑  Tabak, Jessica.  "Acts of Omission: Fiona Brideoake examines 19th-century censored Shakespeare" （页面存档备份，存于）, 2 November 2009
13. ↑  Bowdler, pp. 31–32 and passim
14. ↑  Integrated Catalogue, The British Library. Retrieved 17 December 2011; and "The Family Shakspeare" （页面存档备份，存于）, WorldCat. Retrieved 17 December 2011
15. ↑  Swinburne, Algernon Charles. . . London: Chatto & Windus. 1915: 84–109: 88–89 [1891].